# Harold Lancelot Roy Matthews
SirHarold Lancelot Roy Matthews, britanski general, * 1901, † 1981.